# Jamaica a 2008. évi nyári olimpiai játékokon
Jamaica a kínai Pekingben megrendezett 2008. évi nyári olimpiai játékok egyik részt vevő nemzete volt. Az országot az olimpián 4 sportágban 50 sportoló képviselte, akik összesen 10 érmet szereztek.

## Érmesek
| Érem  | Versenyző                                                                                  | Sportág  | Versenyszám         |
| ----- | ------------------------------------------------------------------------------------------ | -------- | ------------------- |
| Arany | Usain Bolt                                                                                 | Atlétika | Férfi 100 m         |
| Arany | Usain Bolt                                                                                 | Atlétika | Férfi 200 m         |
| Arany | Shelly-Ann Fraser                                                                          | Atlétika | Női 100 m           |
| Arany | Veronica Campbell-Brown                                                                    | Atlétika | Női 200 m           |
| Arany | Melaine Walker                                                                             | Atlétika | Női 400 m gát       |
| Ezüst | Sherone Simpson                                                                            | Atlétika | Női 100 m           |
| Ezüst | Kerron Stewart                                                                             | Atlétika | Női 100 m           |
| Ezüst | Shericka Williams                                                                          | Atlétika | Női 400 m           |
| Bronz | Kerron Stewart                                                                             | Atlétika | Női 200 m           |
| Bronz | Shericka Williams Shereefa Lloyd Rosemarie Whyte Novlene Williams-Mills Bobby-Gaye Wilkins | Atlétika | Női 4 × 400 m váltó |

## Atlétika
Férfi

| Versenyző                                                                         | Versenyszám     | Előfutam | Előfutam | Előfutam | Negyeddöntő   | Negyeddöntő   | Negyeddöntő   | Elődöntő | Elődöntő | Elődöntő | Döntő    | Döntő    |
| Versenyző                                                                         | Versenyszám     | Idő      | Hely.    | Össz.    | Idő           | Hely.         | Össz.         | Idő      | Hely.    | Össz.    | Idő      | Helyezés |
| --------------------------------------------------------------------------------- | --------------- | -------- | -------- | -------- | ------------- | ------------- | ------------- | -------- | -------- | -------- | -------- | -------- |
| Michael Frater                                                                    | 100 m           | 10,15    | 1.       | 2.       | 10,09         | 2.            | 9.**          | 10,01    | 4.       | 7.       | 9,97     | 6.       |
| Asafa Powell                                                                      | 100 m           | 10,16    | 1.       | 3.       | 10,02         | 1.            | 4.            | 9,91     | 1.       | 2.       | 9,95     | 5.       |
| Usain Bolt                                                                        | 100 m           | 10,20    | 1.       | 5.       | 9,92          | 1.            | 1.            | 9,85     | 1.       | 1.       | 9,69     |          |
| Usain Bolt                                                                        | 200 m           | 20,64    | 2.       | 13.*     | 20,29         | 1.            | 5.            | 20,09    | 1.       | 1.       | 19,30    |          |
| Marvin Anderson                                                                   | 200 m           | 20,85    | 3.       | 27.      | nem ért célba | nem ért célba | nem ért célba | kiesett  | kiesett  | kiesett  | kiesett  | kiesett  |
| Christopher Williams                                                              | 200 m           | 20,53    | 3.       | 5.       | 20,28         | 3.            | 4.            | 20,45    | 6.       | 11.      | kiesett  | kiesett  |
| Sanjay Ayre                                                                       | 400 m           | 45,66    | 5.       | 27.      |               |               |               | kiesett  | kiesett  | kiesett  | kiesett  | kiesett  |
| Michael Blackwood                                                                 | 400 m           | 45,56    | 4.       | 25.      |               |               |               | kiesett  | kiesett  | kiesett  | kiesett  | kiesett  |
| Ricardo Chambers                                                                  | 400 m           | 45,22    | 3.       | 13.*     |               |               |               | 45,09    | 4.       | 15.      | kiesett  | kiesett  |
| Aldwyn Sappleton                                                                  | 800 m           | 1:48,19  | 6.       | 41.*     |               |               |               | kiesett  | kiesett  | kiesett  | kiesett  | kiesett  |
| Richard Phillips                                                                  | 110 m gát       | 13,60    | 4.       | 21.*     | 13,48         | 5.            | 14.*          | 13,43    | 4.       | 9.       | 13,60    | 7.       |
| Maurice Wignall                                                                   | 110 m gát       | 13,61    | 4.       | 23.*     | 13,36         | 1.            | 4.*           | 13,40    | 4.       | 6.*      | 13,46    | 6.       |
| Markino Buckley                                                                   | 400 m gát       | 48,65    | 1.       | 1.       |               |               |               | 48,50    | 3.       | 5.       | 48,60    | 7.       |
| Danny McFarlane                                                                   | 400 m gát       | 48,86    | 2.       | 3.*      |               |               |               | 48,33    | 2.       | 4.       | 48,30    | 4.       |
| Isa Phillips                                                                      | 400 m gát       | 49,55    | 3.       | 14.      |               |               |               | 48,85    | 5.       | 9.       | kiesett  | kiesett  |
| Nesta Carter Michael Frater Usain Bolt Asafa Powell Dwight Thomas                 | 4 × 100 m váltó | 38,31    | 1.       | 2.       |               |               |               |          |          |          | kizárták | kizárták |
| Michael Blackwood Ricardo Chambers Sanjay Ayre Lansford Spence Allodin Fothergill | 4 × 400 m váltó | 3:00,09  | 3.       | 4.       |               |               |               |          |          |          | 3:01,45  | 8.       |

| Versenyző        | Versenyszám | Selejtező | Selejtező | Döntő    | Döntő    |
| Versenyző        | Versenyszám | Eredmény  | Helyezés  | Eredmény | Helyezés |
| ---------------- | ----------- | --------- | --------- | -------- | -------- |
| Herbert McGregor | Távolugrás  | 764 cm    | 30.       | kiesett  | kiesett  |
| Dorian Scott     | Súlylökés   | 19,94 m   | 15.       | kiesett  | kiesett  |

| Versenyző     | Versenyszám | 100 m | 100 m | Távolugrás | Távolugrás | Súlylökés | Súlylökés | Magasugrás | Magasugrás | 400 m | 400 m | 110 m gát | 110 m gát | Diszkoszvetés | Diszkoszvetés | Rúdugrás | Rúdugrás | Gerelyhajítás | Gerelyhajítás | 1500 m  | 1500 m | Végeredmény | Végeredmény |
| Versenyző     | Versenyszám | Idő   | Pont  | Eredmény   | Pont       | Eredmény  | Pont      | Eredmény   | Pont       | Idő   | Pont  | Idő       | Pont      | Eredmény      | Pont          | Eredmény | Pont     | Eredmény      | Pont          | Idő     | Pont   | Pont        | Helyezés    |
| ------------- | ----------- | ----- | ----- | ---------- | ---------- | --------- | --------- | ---------- | ---------- | ----- | ----- | --------- | --------- | ------------- | ------------- | -------- | -------- | ------------- | ------------- | ------- | ------ | ----------- | ----------- |
| Maurice Smith | Tízpróba    | 10,85 | 894   | 704 cm     | 823        | 15,09 m   | 795       | 199 cm     | 794        | 47,96 | 911   | 14,08     | 964       | 50,91 m       | 889           | 460 cm   | 790      | 51,52 m       | 611           | 4:31,62 | 734    | 8205        | 9.          |

Női

| Versenyző                                                                                              | Versenyszám     | Előfutam      | Előfutam      | Előfutam      | Negyeddöntő | Negyeddöntő | Negyeddöntő | Elődöntő | Elődöntő | Elődöntő | Döntő         | Döntő         |
| Versenyző                                                                                              | Versenyszám     | Idő           | Hely.         | Össz.         | Idő         | Hely.       | Össz.       | Idő      | Hely.    | Össz.    | Idő           | Helyezés      |
| --- | --------------- | ------------- | ------------- | ------------- | ----------- | ----------- | ----------- | -------- | -------- | -------- | ------------- | ------------- |
| Kerron Stewart                                                                                         | 200 m           | 23,03         | 3.            | 10.           | 22,74       | 2.          | 4.*         | 22,29    | 2.       | 2.       | 22,00         |               |
| Kerron Stewart                                                                                         | 100 m           | 11,28         | 1.            | 6.            | 10,98       | 1.          | 1.          | 11,05    | 1.       | 2.       | 10,98         | *             |
| Shelly-Ann Fraser                                                                                      | 100 m           | 11,35         | 1.            | 13.           | 11,06       | 1.          | 3.          | 11,00    | 1.       | 1.       | 10,78         |               |
| Sherone Simpson                                                                                        | 100 m           | 11,48         | 3.            | 28.*          | 11,02       | 1.          | 2.          | 11,11    | 4.       | 5.       | 10,98         | *             |
| Sherone Simpson                                                                                        | 200 m           | 22,94         | 2.            | 6.            | 22,60       | 1.          | 1.          | 22,50    | 3.       | 6.       | 22,36         | 6.            |
| Veronica Campbell-Brown                                                                                | 200 m           | 23,04         | 1.            | 11.*          | 22,64       | 1.          | 3.          | 22,19    | 1.       | 1.       | 21,74         |               |
| Rosemarie Whyte                                                                                        | 400 m           | 51,00         | 1.            | 7.*           |             |             |             | 50,63    | 3.       | 8.       | 50,68         | 7.            |
| Novlene Williams-Mills                                                                                 | 400 m           | 51,52         | 1.            | 16.           |             |             |             | 51,06    | 3.       | 12.      | kiesett       | kiesett       |
| Shericka Williams                                                                                      | 400 m           | 50,57         | 1.            | 2.            |             |             |             | 50,28    | 2.       | 3.       | 49,69         |               |
| Kenia Sinclair                                                                                         | 800 m           | 2:03,76       | 2.            | 31.           |             |             |             | 1:58,28  | 4.       | 6.       | 1:58,24       | 6.            |
| Vonette Dixon                                                                                          | 100 m gát       | 12,69         | 1.            | 3.*           |             |             |             | 12,86    | 5.       | 9.*      | kiesett       | kiesett       |
| Delloreen Ennis-London                                                                                 | 100 m gát       | 12,82         | 1.            | 8.            |             |             |             | 12,67    | 2.       | 4.       | 12,65         | 5.            |
| Brigitte Foster-Hylton                                                                                 | 100 m gát       | 12,69         | 1.            | 3.*           |             |             |             | 12,76    | 3.       | 7.       | 12,66         | 6.            |
| Shevon Stoddart                                                                                        | 400 m gát       | 56,52         | 4.            | 17.           |             |             |             | kiesett  | kiesett  | kiesett  | kiesett       | kiesett       |
| Melaine Walker                                                                                         | 400 m gát       | 54,46         | 1.            | 1.            |             |             |             | 54,20    | 1.       | 2.       | 52,64         |               |
| Nickiesha Wilson                                                                                       | 400 m gát       | 55,75         | 3.            | 10.           |             |             |             | 54,67    | 5.       | 7.       | kiesett       | kiesett       |
| Korene Hinds                                                                                           | 3000 m akadály  | nem ért célba | nem ért célba | nem ért célba |             |             |             |          |          |          | kiesett       | kiesett       |
| Madrea Hyman                                                                                           | 3000 m akadály  | nem ért célba | nem ért célba | nem ért célba |             |             |             |          |          |          | kiesett       | kiesett       |
| Shelly-Ann Fraser Sherone Simpson Kerron Stewart Veronica Campbell-Brown Sheri-Ann Brooks Aleen Bailey | 4 × 100 m váltó | 42,24         | 1.            | 1.            |             |             |             |          |          |          | nem ért célba | nem ért célba |
| Shericka Williams Shereefa Lloyd Rosemarie Whyte Novlene Williams-Mills Bobby-Gaye Wilkins             | 4 × 400 m váltó | 3:22,60       | 2.            | 2.            |             |             |             |          |          |          | 3:20,40       |               |

| Versenyző       | Versenyszám   | Selejtező | Selejtező | Döntő    | Döntő    |
| Versenyző       | Versenyszám   | Eredmény  | Helyezés  | Eredmény | Helyezés |
| --------------- | ------------- | --------- | --------- | -------- | -------- |
| Chelsea Hammond | Távolugrás    | 660 cm    | 11.       | 679 cm   | 4.       |
| Trecia Smith    | Hármasugrás   | 14,18 m   | 12.       | 14,12 m  | 11.      |
| Zara Northover  | Súlylökés     | 15,85 m   | 31.       | kiesett  | kiesett  |
| Olivia McKoy    | Gerelyhajítás | 55,51 m   | 34.       | kiesett  | kiesett  |

* - egy másik versenyzővel azonos időt ért el

** - két másik versenyzővel azonos időt ért el

## Kerékpározás

### Pálya-kerékpározás
Keirin

| Versenyző     | Versenyszám  | 1. forduló | Vigaszág | 2. forduló | Döntő    | Helyezés |
| Versenyző     | Versenyszám  | Helyezés   | Helyezés | Helyezés   | Helyezés | Helyezés |
| ------------- | ------------ | ---------- | -------- | ---------- | -------- | -------- |
| Ricardo Lynch | Férfi keirin | 6.         | 3.       | kiesett    | kiesett  | 17.      |

## Lovaglás
Lovastusa

| Versenyző       | Ló             | Versenyszám | Díjlovaglás | Díjlovaglás | Tereplovaglás | Tereplovaglás | Tereplovaglás | Díjugratás       | Díjugratás       | Díjugratás | Díjugratás | Végeredmény   | Végeredmény   |
| Versenyző       | Ló             | Versenyszám | Díjlovaglás | Díjlovaglás | Tereplovaglás | Tereplovaglás | Tereplovaglás | 1. kör           | 1. kör           | 2. kör     | 2. kör     | Végeredmény   | Végeredmény   |
| Versenyző       | Ló             | Versenyszám | Bünt.       | Hely.       | Bünt.         | Hely.         | Össz.         | Bünt.            | Hely.            | Bünt.      | Hely.      | Bünt.         | Helyezés      |
| --------------- | -------------- | ----------- | ----------- | ----------- | ------------- | ------------- | ------------- | ---------------- | ---------------- | ---------- | ---------- | ------------- | ------------- |
| Samantha Albert | Before I Do It | Egyéni      | 56,3        | 52.         | 41,6          | 42.           | 42.           | nem teljesítette | nem teljesítette | kiesett    | kiesett    | nem ért célba | nem ért célba |

## Úszás
Férfi

| Versenyző      | Versenyszám | Előfutam | Előfutam | Előfutam | Elődöntő | Elődöntő | Elődöntő | Döntő   | Döntő    |
| Versenyző      | Versenyszám | Idő      | Hely.    | Össz.    | Idő      | Hely.    | Össz.    | Idő     | Helyezés |
| -------------- | ----------- | -------- | -------- | -------- | -------- | -------- | -------- | ------- | -------- |
| Jevon Atkinson | 50 m gyors  | 22,83    | 4.       | 45.*     | kiesett  | kiesett  | kiesett  | kiesett | kiesett  |

Női

| Versenyző      | Versenyszám | Előfutam | Előfutam | Előfutam | Elődöntő | Elődöntő | Elődöntő | Döntő   | Döntő    |
| Versenyző      | Versenyszám | Idő      | Hely.    | Össz.    | Idő      | Hely.    | Össz.    | Idő     | Helyezés |
| -------------- | ----------- | -------- | -------- | -------- | -------- | -------- | -------- | ------- | -------- |
| Alia Atkinson  | 200 m mell  | 2:29,53  | 2.       | 25.      | kiesett  | kiesett  | kiesett  | kiesett | kiesett  |
| Natasha Moodie | 50 m gyors  | 25,95    | 5.       | 37.      | kiesett  | kiesett  | kiesett  | kiesett | kiesett  |

* - egy másik versenyzővel azonos időt ért el